# Lene Maria Christensen
Pour les articles homonymes, voir Christensen.
Lene Maria Christensen, née le 10 avril 1972 à Hillerød (Danemark), est une actrice danoise.

## Filmographie partielle

### Au cinéma
| Année | Film                                      | Rôle                 | Remarques                                                              |
| ----- | ----------------------------------------- | -------------------- | ---------------------------------------------------------------------- |
| 2001  | Min søsters børn                          | disco fille          |                                                                        |
| 2002  | Halalabad Blues                           | Linda                |                                                                        |
| 2003  | Se til venstre, der er en Svensker        | Katja                |                                                                        |
| 2003  | Møgunger                                  | Facteur              |                                                                        |
| 2004  | Brothers                                  | Jeanette             |                                                                        |
| 2005  | Store                                     | Bettina              |                                                                        |
| 2005  | Nynne                                     | Beate                |                                                                        |
| 2006  | Offscreen                                 | Elle-même            |                                                                        |
| 2006  | Fidibus                                   | Sabrina "Saby"       |                                                                        |
| 2007  | Guldhornene                               | Déesse Ydun          |                                                                        |
| 2008  | Frygtelig lykkelig (Terriblement heureux) | Ingerlise Buhl       | Prix Robert de la meilleure actrice Prix Bodil de la meilleure actrice |
| 2010  | Moi, moche et méchant                     | SP. Hattie           | Voix                                                                   |
| 2011  | En familie                                | Ditte                |                                                                        |
| 2012  | Sover Dolly på ryggen?                    | Anne Rasmussen       |                                                                        |
| 2012  | Marie Krøyer                              | Anna Norrie          |                                                                        |
| 2013  | Northwest                                 | Olivia               |                                                                        |
| 2014  | Kartellet                                 | Rikke Halbo          |                                                                        |
| 2015  | Sommeren '92                              | Jonna Møller Nielsen |                                                                        |
| 2017  | Dræberne fra Nibe                         | Ingrid               |                                                                        |
| 2017  | Den bedste mand                           | Hanne Hansen         |                                                                        |
| 2019  | Undtagelsen                               |                      |                                                                        |
| 2022  | Rose                                      | Ellen                |                                                                        |

### Télévision
| Année | Film       | Rôle | Remarques |
| ----- | ---------- | ---- | --------- |
| 2019  | Deliver Us | Bibi |           |

## Récompenses et distinctions
- Prix Robert de la meilleure actrice 2009 pour Terriblement heureux (Frygtelig lykkelig)
- Bodil de la meilleure actrice 2009 pour Terriblement heureux (Frygtelig lykkelig)
- Bodil de la meilleure actrice 2012 pour En familie
- 2008 : Ove Sprogøe Prisen[1]